# Natri bisulfide
Natri bisulfide là một hợp chất vô cơ có công thức hóa học NaHS. Hợp chất này là sản phẩm của phản ứng nửa trung hòa hydro sulfide với natri hydroxide. NaHS là hóa chất hữu ích trong tổng hợp các hợp chất lưu huỳnh vô cơ lẫn hữu cơ. Nó là chất rắn không màu và có mùi đặc trưng của H2S do bị thủy phân bởi hơi nước trong không khí. Trái với natri sulfide, Na2S, không tan trong dung môi hữu cơ, NaHS, vơi tỉ lệ 1:1, tan tốt hơn. Thay vào đó, thay vì dùng NaHS, H2S có thể được xử lý với một amin để tạo ra muối amoni. Dung dịch HS− rất nhạy với oxy, chuyển thành polysulfide, nhận biết bằng màu vàng đặc trưng.

## Cấu trúc và đặc tính
Tinh thể NaHS trải qua hai giai đoạn chuyển tiếp. Ở nhiệt độ trên 360 K, NaHS có cấu trúc tương tự tinh thể NaCl, ion HS− đóng vai trò một anion hình cầu do sự quay nhanh của nó dẫn đến sự phân bố đều về tám phương. Dưới 360 K, cấu trúc trực thoi, và ion HS− trải ra thành hình đĩa. Dưới 114 K, cấu trúc chuyển sang dạng đơn nghiêng. Các hợp chất tương tự của kali và rubidi cũng có tính chất như vậy.
NaHS có nhiệt độ nóng chảy khá thấp vào khoảng 350 ℃. Thêm vào dạng khan đã đề cập ở trên, nó có thể tồn tại ở hai dạng hydrat hóa NaHS·2H2O và NaHS·3H2O. Ba dạng này đều không màu và có tính chất tương tự nhau, nhưng không y hệt nhau.

## Điều chế
Phương pháp tổng hợp trong phòng thí nghiệm là xử lý natri methoxide (CH3ONa), với hydro sulfide:
CH3ONa +  H2S → NaHS + CH3OH
Trong công nghiệp, NaOH dùng thay cho CH3ONa. Chất lượng của NaHS có thể được thử nghiệm bằng cách chuẩn độ iod, nhờ khả năng khử của HS– để khử I2.

## Ứng dụng
Hàng ngàn tấn NaHS được sản xuất hàng năm. Ứng dụng chính của nó là trong sản xuất giấy như là một hóa chất cung cấp lưu huỳnh cho quy trình Kraft, như một chất tuyển nổi trong các mỏ đồng nơi nó được dùng để hoạt hóa các oxit khoáng vật, và trong công nghiệp da để loại bỏ lông ra khỏi da sống.